# Mental Vortex
Mental Vortex – czwarty album studyjny szwajcarskiej grupy thrashmetalowej Coroner, wydany przez Noise International w 1991 roku.

## Realizacja
Utwory na płytę skomponował Tommy T. Baron w pojedynkę lub wraz z Ronem Royce’em, słowa napisał Marquis Marky. Wyjątkiem jest ostatni na płycie I Want You (She's So Heavy), kompozycja autorstwa Johna Lennona, która oryginalnie ukazała się w 1969 roku na albumie Abbey Road The Beatles.
Album powstawał w kwietniu i czerwcu 1991 roku w studio nagraniowym Sky Trak Studio w Berlinie, gdzie oprócz członków zespołu wystąpili: Kent Smith (keyboard) oraz Steve Gruden i Janelle Sadler (wokal wspierający). Zmiksowaniem i produkcją materiału zajął się Tom Morris w Morrisound Recording w mieście Tampa na Florydzie.
Wydawnictwo ukazało się w sierpniu 1991 roku nakładem Noise International na płycie analogowej, płycie kompaktowej i kasecie magnetofonowej. Na okładce płyty wykorzystano zdjęcie Normana Batesa pochodzące z plakatu reklamowego filmu Psychoza (1960, reż. Alfred Hitchcock).
Do I Want You (She’s So Heavy) zrealizowano teledysk. Pod tą samą nazwą wypuszczono również singiel, na którym oprócz utworu tytułowego zamieszczono otwierającą Mental Vortex kompozycję Divine Step (Conspectu Mortis).

## Lista utworów
Opracowano na podstawie materiału źródłowego.
| Nr | Tytuł utworu                     | Słowa       | Muzyka      | Długość |
| -- | -------------------------------- | ----------- | ----------- | ------- |
| 1. | „Divine Step (Conspectu Mortis)” | Marky       | Baron/Royce | 7:05    |
| 2. | „Son of Lilith”                  | Marky       | Baron/Royce | 6:55    |
| 3. | „Semtex Revolution”              | Marky       | Baron       | 5:31    |
| 4. | „Sirens”                         | Marky       | Baron/Royce | 4:57    |
| 5. | „Metamorphosis”                  | Marky       | Baron/Royce | 5:34    |
| 6. | „Pale Sister”                    | Marky       | Baron       | 4:55    |
| 7. | „About Life”                     | Marky       | Baron       | 5:19    |
| 8. | „I Want You (She's So Heavy)”    | John Lennon | Lennon      | 7:15    |
|    |                                  |             |             | 47:31   |

## Twórcy
Opracowano na podstawie materiału źródłowego.
Muzycy:
- Tommy T. Baron – gitara
- Marquis Marky – perkusja
- Ron Royce – gitara basowa, wokal prowadzący

Dodatkowi muzycy:
- Steve Gruden – wokal wspierający
- Janelle Sadler – wokal wspierający
- Kent Smith – keyboard

Produkcja:
- Tom Morris – produkcja muzyczna, miksowanie, inżynieria dźwięku
- Sven Conquest – drugi inżynier dźwięku
- Karl Ulrich-Walterbach – produkcja wykonawcza